# Джек Ричер, или Ловушка
«Джек Ричер, или Ловушка» (англ. Tripwire, другие названия — «Ловушка», «Последнее предупреждение») — роман английского писателя Ли Чайлда, вышедший в 1999 году. Третья книга из серии о бывшем военном полицейском Джеке Ричере.

## Сюжет
В прологе описывается тщательно спланированный план бесследного исчезновения некоего Виктора Трумэна «Крюка» Хоби, подготовленный на случай, если кто-то наткнётся на тщательно хранимую им тайну. Выстроенная Хоби «система заблаговременного предупреждения» состоит из двух географически расположенных «ловушек», наподобие натянутой проволоки, задев которую, враг выдаст себя. Первая — за одиннадцать тысяч миль от дома, вторая — за шесть тысяч миль. Для Крюка становится полной неожиданностью срабатывание обоих сигналов в один день.
Джека Ричера, нанявшегося подработать на Ки-Уэст, находит частный детектив Костелло, нанятый некой миссис Джейкоб. Позднее, во время ночной смены в качестве вышибалы в стрип-клубе, Джек встречает двух подозрительных мужчин, которые также ищут Ричера. Он пытается проследовать за ними, но натыкается на мёртвого Костелло. Джек отправляется в Нью-Йорк, чтобы узнать, зачем детектив искал его и за что был убит.
Обнаружив, что офис Костелло разграблен, Ричер находит контактную информацию о «миссис Джейкоб». Но, приехав по выявленному адресу, попадает на поминки по своему давнему наставнику, другу и начальнику, генералу военной полиции Леону Гарберу. Именно его дочь Джоди, которую Ричер много лет назад знал девочкой-подростком, сегодня — превосходный юрист, высокооплачиваемый сотрудник крупной адвокатской фирмы, оставившая после развода фамилию бывшего мужа — Джейкоб, оказывается клиенткой Костелло, нанявшей частного детектива, чтобы разыскать любимого ученика своего покойного отца.
Продолжая расследование, Ричер и Джоди узнают, что семья Хоби разыскивает своего сына Виктора, который пропал без вести во время войны во Вьетнаме. Хоби отдавали свои сбережения мошеннику Раттеру, который выдавал себя за посредника между армией и семьями солдат. После того как Раттер вернул деньги, Ричер и Джоди, у которых уже завязываются любовные отношения, посещают Национальный архив в Сент-Луисе, откуда нити ведут в Даллас, а оттуда — на базу на Гавайях, где судмедэксперты идентифицируют останки погибших солдат. Там они узнают, что Хоби служил пилотом вертолёта, пока не был сбит. Становится ясно, что Виктор Хоби погиб во время крушения, а другой солдат по имени Карл Аллен присвоил его личность, чтобы избежать трибунала.
Под своей новой личностью Аллен заменяет оторванную кисть крюком и богатеет. Несмотря на то, что расследование Ричера может разоблачить его, Крюк решает захватить напоследок компанию, принадлежащую Честеру и Мэрилин Стоун, которых он и его люди берут в заложники. Джоди возвращается в Нью-Йорк но также попадает в плен к Аллену. Ей удаётся обмануть похитителя и позвать на помощь Ричера. Джек убивает Крюка и его людей, но сам получает ранение в грудь. Однако в больнице врач обнаруживает, что пуля застряла в развитой грудной мышце Ричера, оставив глубокий рубец.